# NGC 2577
NGC 2577 is een elliptisch sterrenstelsel in het sterrenbeeld Kreeft. Het hemelobject werd op 16 november 1784 ontdekt door de Duits-Britse astronoom William Herschel.

## Synoniemen
- UGC 4367
- MCG 4-20-42
- ZWG 119.74
- PGC 23498